# Louis Carbonel
Louis Carbonel (Tolón, 4 de febrero de 1999) es un jugador profesional francés de rugby que se desempeña en la posición de apertura en el R. C. Toulon, del Top 14.

## Carrera
Carbonel es un jugador de formación francesa (JIFF). Comenzó su carrera deportiva con el equipo RC Canton Garde-Pradet, en el cual jugó una temporada (2004-2005), después pasó a Rugby Club Toulonnais (2005-2022), luego a Montpellier Hérault Rugby, donde estuvo dos temporadas.
Más tarde fichó por el Stade Français Paris donde solo estuvo la temporada 2024-25, antes de volver al Rugby Club Toulonnais.